# FC Pelundo
Der Futebol Clube de Pelundo, meist nur FC Pelundo, ist ein Fußballverein aus der guinea-bissauischen Ortschaft Pelundo.
2016 stieg er erstmals in den Campeonato Nacional da Guiné-Bissau, die höchste Spielklasse des Landes auf.

## Erfolge
- Guineabissauischer Pokal:
  - 2025